# Pseudepipona sheffieldi
Pseudepipona sheffieldi är en stekelart. Pseudepipona sheffieldi ingår i släktet Pseudepipona och familjen Eumenidae. Utöver nominatformen finns också underarten P. s. citreobimaculata.